# Macintosh Quadra 610
A Macintosh Centris 610 asztali számítógépet az Apple gyártotta és forgalmazta 1993. február 10. és 1993. október 21. között 8 hónapon keresztül. 1993-ban az Apple úgy döntött, hogy követi azt az iparági trendet, hogy  megcélzott ügyfél-csoportonként eltérő nevet ad termékcsaládjainak. A Quadra lett az üzleti, az LC az oktatási és Performa otthoni piac számára szánt Macintoshok neve. Az épp bevezetett Centris név a Quadrába olvadt bele. A Macintosh Quadra 610 asztali számítógépet az Apple gyártotta és forgalmazta 1993. október 21. és 1994. július 18. között 9 hónapon keresztül. Mindkét 610-es a Macintosh Quadra számítógép-családba tartozott.

## Története
A Centris 610 volt az egyik első olyan középkategóriás számítógép, amely Motorola 68040-es processzort tartalmazott, és az első Mac, amely a ma már jól ismert alacsony profilú tokban kapott helyet. 1993 októberében lecserélték a Quadra 610-re, amely 25 MHz-es teljes 68040-es processzorral rendelkezett, de minden más tekintetben ugyanaz volt. A Centris/Quadra 610 2520 dollárért kelt el az Egyesült Államokban.
A Centris 610 a nagyobb Macintosh Centris 650 mellett jelent meg a Macintosh IIsi utódaként. Ez a gép lett az új, kérész életű közép–kategória, a Centris számítógépcsalád első gépe. A 610-esé lett a második "pizzadoboz" alakú Macintosh ház – az első a Macintosh LC számítógépeké volt. A házat később a Quadra 660AV-hoz (Centris 660AV)  és a Power Macintosh 6100-hoz használták.
A Quadra 610-nek létezett egy Macintosh Quadra 610 DOS Compatible verziója is (1984. február 28. – 1994. június 13.), amely speciális bővítőkártyával lett DOS (azaz Windows futtatására alkalmas pécé) kompatibilis. A „DOS-kompatibilis“ verziót azért mutatta be az Apple, hogy megítélhesse, vajon a piac érdeklődik-e egy olyan Macintosh iránt, amelyen DOS is futhat. A terméket az Apple sikeresnek minősítette, és eladta mind a 25 000 darabot, amelyet két hónap alatt gyártottak.
A szerverváltozatot, a Workgroup Server 60-at 1993 júliusában mutatták be 20 MHz-es processzorral, amely ugyanilyen 25 MHz-es frissítést kapott októberben.
A Quadra 610-et a Quadra 630 váltotta fel 1994 júliusában, és a Workgroup Server 6150 váltotta fel a Workgroup Server 60-at, mint az Apple belépő szintű szerverkínálatát.

## Technikai leírás
A bézs színű gép súlya 6,4 kg, magassága 86 mm, szélessége 414 mm és mélysége 396 mm volt. A Quadra 610 számítógépet egymagos 25 MHz-es Motorola 68LC040 processzor vezérelte (L2 cache: 8kB),  A gép bemutatásakor az alapkiépítésben 4MB (80ns) memóriát tartalmazott, maximálisan 68MB (80ns) kezelésére volt képes a gyári specifikáció szerint, a bővítéshez 2 hely (slot) állt rendelkezésre. A számítógépnek nem volt saját kijelzője. Az adatokat a 80MB belső merevlemezre lehetett elmenteni. Külső adattárolási lehetőséget az 1,44-es hajlékonylemez meghajtó (floppy-drive) kínált. Adatok beolvasását tette lehetővé a kétszeres sebességű CD-olvasó. A gépet System 7.1 operációs rendszerrel szállította az Apple.  Csatlakozók: egy AAUI-15, két ADB, két soros port, egy DB-25 SCSI-hoz, kijelzőhöz egy DB-15, egy 3,5 mm-es jack audió bemenet, egy 3,5 mm-es jack audió kimenet. Egy NuBus eszköz beépítéséhez alakítottak ki helyet.

## A számítógép adatai
A táblázat nem tartalmazza az összes műszaki paramétert. Az egyes modelleknél a bemutatáskor érvényes adatokat soroljuk fel, a későbbi frissítéseket nem. Az eszköz technikai paraméterei a MacTracker alkalmazásból származnak.
| Gép nevebemutatva kivezetve               | Méretmagasság szélesség mélység súlySzín | Processzorprocesszor órajel, mag L1 és L2 cache társprocesszor | Háttértármerevlemezkülső adathordozó | Eredeti operációs rendszer | Memóriaalap max. @sebességhely | Kijelzőmérete felbontása | Grafikakártyamemória kimenet | CsatlakozókEthernet, ADB, soros, SCSI, párhuzamos, FDD, kijelző, hang be/ki, belső mikrofon, hangszóró                                             | Bővíthetőségkártyahelybelső öbölkülső csatlakozó |
| ----------------------------------------- | ---------------------------------------- | -------------------------------------------------------------- | ------------------------------------ | -------------------------- | ------------------------------ | ------------------------ | ---------------------------- | --- | ------------------------------------------------ |
| Centris 6101993. febr. 10. 1993. okt. 21. | 86 mm 414 mm 396 mm 6,4 kg bézs          | Motorola 68LC040 @20 MHz és 1 mag L1 8kB,                      | 80MB HDD 2xCD-ROM 1,44 floppy        | System 7.1                 | 4MB max: 68MB @80ns2 hely      | nincs kijelző            | 512kB 1 DB–15                | * AAUI-15 (Ethernet) * 2 ADB * 2 soros * 1 D–25 (SCSI) * 1 DB-15 (külső monitor) * 1 3,5 jack audió be * 1 3,5 jack audió ki * beépített hangszóró | * 1 NuBus vagy PDS* SCSI (külső)                 |
| Quadra 6101993. okt. 21. 1994. júl. 18.   | 86 mm 414 mm 396 mm 6,4 kg bézs          | Motorola 68LC040 @25 MHz és 1 mag L1 8kB,                      | 80MB HDD 2xCD-ROM 1,44 floppy        | System 7.1                 | 4MB max: 68MB @80ns2 hely      | nincs kijelző            | 512kB 1 DB–15                | * AAUI-15 (Ethernet) * 2 ADB * 2 soros * 1 D–25 (SCSI) * 1 DB-15 (külső monitor) * 1 3,5 jack audió be * 1 3,5 jack audió ki * beépített hangszóró | * 1 NuBus* SCSI (külső)                          |

## Macintosh Quadra számítógépek az időben
| A Macintosh Quadra számítógépek idővonalon |
| --- |
| A színek kezdete a bemutató időpontja, a forgalmazás több esetben is hónapokkal később kezdődött. Megeshet, hogy egy csík végét kitakarja egy másik csík eleje. Előfordul, hogy a gyártás befejezését követően még egy ideig forgalomban marad a gép adott verziója. |